# 马丁·汉扎尔
马丁·汉扎尔（捷克語：Martin Hanzal，1987年2月20日—），捷克男子冰球运动员，司职中锋。他曾代表捷克国家队参加2014年冬季奥林匹克运动会男子冰球比赛，获得第六名。